# Biendorf
Biendorf es un municipio situado en el distrito de Rostock, en el estado federado de Mecklemburgo-Pomerania Occidental (Alemania), a una altura de 48 metros. Su población a finales de 2016 era de 1100 habs. y su densidad poblacional, 29 hab/km².